# Budgie (band)
Budgie is een van de oudste en invloedrijkste hardrock- en heavymetalbands uit Wales. De band werd opgericht in 1967 te Cardiff.

## Bandleden
Laatst bekende lineup
- Burke Shelley (zang, basgitaar) - overleden in 2022[1]
- Steve Williams (drums)
- Craig Goldy (gitaar)

Ex-leden
- Robert "Congo" Jones (drums)
- Jim Simpson - Drums (drums)
- Pete Boot (drums)
- Raymond Phillips (drums)
- John Thomas (gitaar)
- Robert Kendrick (gitaar)
- Tony Bourge (gitaar)
- Myf Issac (gitaar)
- Brian Goddard (gitaar)
- Andy Hart (gitaar)
- Simon Lees (gitaar)
- Andy James (gitaar)
- Duncan McKay (keyboard)

## Discografie
Studioalbums
- 1971 - Budgie
- 1972 - Squawk
- 1973 - Never Turn Your Back On A Friend
- 1974 - In For The Kill
- 1975 - Bandolier
- 1976 - If I Were Britannia - I'd Waive the Rules
- 1978 - Impeckable
- 1980 - Power Supply
- 1981 - Nightflight
- 1982 - Deliver Us From Evil
- 2006 - You're All Living In Cuckooland

## Trivia
Ondanks dat de band zelf veel succes ervoer, maakte Metallica de band nóg bekender. Dit omdat zij meerdere covers hebben gespeeld op onder andere het Garage Inc.-album, maar ook speelde Metallica met regelmaat covers van Budgie tijdens liveoptredens.